# Рудка (Любешівська селищна громада)
Ру́дка — село в Україні, у Любешівській селищній громаді Камінь-Каширського району Волинської області. Населення становить 425 осіб.

## Населення
Згідно з переписом УРСР 1989 року чисельність наявного населення села становила 386 осіб, з яких 174 чоловіки та 212 жінок.
За переписом населення України 2001 року в селі мешкало 413 осіб.

### Мова
Розподіл населення за рідною мовою за даними перепису 2001 року:
| Мова       | Відсоток |
| ---------- | -------- |
| українська | 99,76 %  |
| російська  | 0,24 %   |